# Герц, Генриетта
Генриетта Юлия Герц (нем. Henriette Julie Herz, урожд. де Лемос; 5 сентября 1764, Берлин — 22 октября 1847, там же) — писательница эпохи раннего романтизма, хозяйка знаменитого берлинского литературного салона. Супруга врача и писателя Маркуса Герца.

## Биография
Генриетта Юлия Герц родилась 5 сентября 1764 года в семье врача Бенджамина де Лемоса (1711—1789) и его второй жены Эстер де Лемос (урождённой Шарлевиль; 1742—1817), её предки по отцовской линии бежали от инквизиции из Португалии. Отец Генриетты — знаменитый врач и директор еврейской больницы в Берлине, мать — дочь еврейского врача. Генриетта получила хорошее образование, в особенности, в области иностранных языков. Когда ей исполнилось 12 лет, состоялась её помолвка с врачом Маркусом Герцем (1747—1803), который был старше её на семнадцать лет, а свадьба была сыграна через два года.
Маркус Герц, приверженец идей Просвещения и ученик Канта, читал в своём доме лекции о философии Канта и вёл кружок на научные и философские темы. Генриетта, увлекавшаяся литературой, вскоре собрала вокруг себя молодых людей, интересующихся литературой. В то время, когда её супруг принимал высокопоставленных политиков и деятелей культуры, Генриетта в соседней комнате вела женский кружок, занимавшийся преимущественно литературой «Бури и натиска» и творчеством Иоганна Вольфганга фон Гёте. Из двух этих кружков появился знаменитый берлинский салон, где вращались политики, учёные, деятели искусства, литераторы и философы. Среди них были братья Александр и Вильгельм Гумбольдты, супруга Клеменса Брентано Софи Меро-Брентано, Жан Поль, Рахель Левин и Фридрих Шлейермахер. Фридрих Шлегель познакомился здесь с Доротеей Фейт, старшей дочерью философа Мозеса Мендельсона, которая впоследствии стала его женой. Вильгельм фон Гумбольдт встретил здесь свою будущую супругу Каролину фон Дахрёден. В салоне сталкивались самые различные литературные направления, эпохи и слои общества, и эти дружеские отношения между немецкими и французскими учёными и деятелями искусства были безусловно заслугой Генриетты Герц.
Маркус Герц умер в 1803 году. Генриетта была вынуждена прекратить свою общественную деятельность и присоединиться к кружку Рахель Фарнхаген. Начиная с 1813 года она лишь давала уроки детям бедняков, но слава не оставляла её. В 1817 году Генриетта приняла крещение и перешла в протестантское вероисповедание.
Другая писательница, коллекционер произведений искусства и меценат, тёзка предыдущей: Генриетта Герц (Henriette Hertz, 1846—1913) в 1912 году пожертвовала свой дом Палаццо Цуккари в Риме для размещения Библиотеки Герциана.

## Память
Имя Генриетты Герц носит одна из площадей Берлина недалеко от площади Хаккешер-Маркт и парк недалеко от Потсдамской площади.